# Barry Yates
Barry Yates (Randolph, 30 gennaio 1946) è un ex cestista statunitense, professionista nella NBA.

## Carriera
Venne selezionato dai Philadelphia 76ers all'ottavo giro del Draft NBA 1971 (131ª scelta assoluta).